# Jatropha purpurea
Jatropha purpurea är en törelväxtart som beskrevs av Joseph Nelson Rose. Jatropha purpurea ingår i släktet Jatropha och familjen törelväxter. Inga underarter finns listade i Catalogue of Life.